# Podlugovi
Podlugovi (v srbské cyrilici Подлугови – ty Podlugovi, mn. číslo) je obec ve střední Bosně a Hercegovině. Administrativně spadá pod općinu Ilijaš a Federaci Bosny a Hercegoviny. Žije v ní 1448 obyvatel.
Vesnice má rozprostřenou zástavbu do údolí řeky Bosny a jejího soutoku s říčkou Stavnja. Význam Podlugovů spočívá především v dopravě; vesnicí prochází dálnice A1 ze Sarajeva do Zenici a trať Šamac–Sarajevo. Z hlavní trati se zde ještě odpojuje úsek do Droškovace, který má především využití v nákladní dopravě.
Zajímavostí je, že o místním nádraží zpívá Zdravko Čolić ve své písni Stanica Podlugovi.